# Beatrica I. od Bigorre
Beatrica I. od Bigorre (francuski: Béatrix Ire de Bigorre) (o. 1064. – nakon 14. listopada 1095.) bila je jedna od grofica vladarica Bigorre, a rođena je oko 1064. godine.
Bila je kći Štefanije i njezinog muža, Bernarda II. od Bigorre, koji je postao grof 1038. godine, te polusestra Klemencije.
1080. Beatrica je postala velika grofica naslijedivši brata, Rajmonda od Bigorre, koji je oca naslijedio 1077.

## Brak
1077. Beatrica se udala za vikonta Centulea V. de Béarna, sina Adelajde, te su imali sina, Centulea od Bigorre, koji je bio otac Beatrice II., kao i sina Bernarda III. od Bigorre; Bernard je bio stariji.
Beatrica i njen muž izvršili su nekoliko donacija.